# Michèle Hasquin-Nahum
Michèle Hasquin-Nahum (Ukkel, 6 december 1951) is een Belgisch politica.

## Levensloop
Michèle Nahum behaalde in 1974 een licentie in de rechten, optie handelsrecht aan de ULB, in 1975 gevolgd door een speciale licentie in economisch en verzekeringsrecht. Van 1975 tot 1980 liep ze als jurist stage op de juridische dienst van een verzekeringskantoor en daarna was zij van 1980 tot 2004 juridisch medewerker en van 2004 tot 2020 directieattaché in een verzekeringskantoor.
Ze werd politiek actief voor de Mouvement Réformateur en werd voorzitter van "Femmes Libérales" in Sint-Lambrechts-Woluwe. In deze gemeente was Hasquin-Nahum van januari 2001 tot december 2024 gemeenteraadslid en schepen van Handel, Middenstand, Economische Expansie, Huisvesting, Gemeentelijke Eigendommen en Juridische Zaken. Tevens zetelde ze van 2004 tot 2009 in het Brussels Hoofdstedelijk Parlement.
In 2012 werd Hasquin-Nahum geschorst als lid van de MR omdat ze bij de gemeenteraadsverkiezingen dat jaar opkwam op de Lijst van Burgemeester van FDF-voorman Olivier Maingain en niet op een zelfstandige MR-lijst wilde staan. Twaalf jaar later, bij de verkiezingen van oktober 2024, kwam ze niet meer op.